# Primera División de Gozo 2021-22
La Primera División de Gozo 2021-22 fue la edición número 75 de la Primera División de Gozo. El torneo también es conocido como BOV Primera División en razones de patrocinio, al ser auspicida por el Bank of Valleta.
En ella participaron 8 equipos de los cuales jugaron entre sí mediante un Sistema de todos contra todos dos veces totalizando 21 partidos cada uno. Al término de las 21 jornadas el equipo con mayor puntuación se proclamó campeón, por otro lado el último clasificado descendióá directamente a la Segunda División de Gozo 2022-23, mientras que el antepenúltimo clasificado jugará un playoff de ascenso y descenso contra el subcampeón de la Segunda División de Gozo 2021-22.

## Equipos participantes
- Għajnsielem FC
- Kerċem Ajax FC
- Nadur Youngsters FC
- Oratory Youths FC
- Sannat Lions FC
- SK Victoria Wanderers FC
- Victoria Hotspurs FC
- Xewkija Tigers FC

## Tabla de posiciones
| Pos. | Equipo                       | Pts. | PJ | G  | E | P  | GF | GC | Dif. | Clasificación 2021-22                  |
| ---- | ---------------------------- | ---- | -- | -- | - | -- | -- | -- | ---- | -------------------------------------- |
| 1    | Nadur Youngsters FC (C)      | 56   | 21 | 18 | 2 | 1  | 70 | 14 | +56  | Campeón                                |
| 2    | Għajnsielem FC               | 38   | 21 | 11 | 5 | 5  | 45 | 27 | +18  |                                        |
| 3    | Kerċem Ajax FC               | 34   | 21 | 10 | 4 | 7  | 47 | 48 | −1   |                                        |
| 4    | Victoria Hotspurs FC         | 30   | 21 | 8  | 6 | 7  | 36 | 33 | +3   |                                        |
| 5    | Xewkija Tigers FC            | 23   | 21 | 6  | 5 | 10 | 35 | 50 | −15  |                                        |
| 6    | Oratory Youths FC            | 21   | 21 | 5  | 6 | 10 | 25 | 32 | −7   |                                        |
| 7    | Sannat Lions FC (O)          | 17   | 21 | 4  | 5 | 12 | 21 | 56 | −35  | Play-off del descenso                  |
| 8    | SK Victoria Wanderers FC (D) | 14   | 21 | 3  | 5 | 13 | 16 | 35 | −19  | Descenso a la Segunda División 2022-23 |

 Fuente: Gozo First Division Table

## Play-off del descenso
| Local           | Resultado | Visita            |
| --------------- | --------- | ----------------- |
| Sannat Lions FC | 3 - 0     | Munxar Falcons FC |